# 斯蒂尼爾冰原島峰
69°42′S 64°40′E / 69.700°S 64.667°E
斯蒂尼爾冰原島峰（英語：Stinear Nunataks）是南極洲的冰原島峰，位於麥克羅伯特森地，處於阿納雷冰原島峰以北30公里，該山峰根據澳大利亞探險隊拍攝的空中照片被繪入地圖，以莫森站的地質學家命名。